# Jon Huntsman, Jr.
Pour les articles homonymes, voir Huntsman.
Jon Meade Huntsman, Jr., né le 26 mars 1960 à Palo Alto (Californie), est un homme politique et diplomate américain.
Membre du Parti républicain, il est ambassadeur des États-Unis à Singapour entre 1992 et 1993, gouverneur de l'Utah de 2005 à 2009, ambassadeur en Chine sous la présidence de Barack Obama de 2009 à 2011 et candidat aux primaires présidentielles de 2012, finissant en cinquième position. Il devient ambassadeur en Russie en 2017, durant la présidence de Donald Trump, poste qu'il quitte en 2019 pour se porter à nouveau candidat à la fonction de gouverneur de l'Utah en 2020.

## Biographie

### Origines familiales
Aîné d'une fratrie de neuf enfants, il est le fils de Jon Huntsman, Sr., homme d'affaires, milliardaire et philanthrope américain. Il est élevé dans la foi mormone de l'Église de Jésus-Christ des saints des derniers jours. De fait, sa famille, ainsi que celle de son rival politique Mitt Romney, est l'une des plus importantes familles mormones des États-Unis.
Les deux familles se connaissent bien, mieux que les deux hommes entre eux : la mère de Jon, Karen Huntsman, est camarade de chambrée de Jane Romney, la sœur de Mitt Romney ; son oncle, Bruce Huntsman (frère de Karen) sort avec la sœur aînée de Mitt, Lynn Romney. Enfin, le grand-père maternel de Huntsman, David B. Haight, l'un des douze apôtres de l'Église de Jésus-Christ des saints des derniers jours, est le meilleur ami d'enfance de George Romney, père du candidat du parti à l'élection présidentielle de 2012. L'arbre généalogique de Huntsman peut ainsi être remonté jusqu'à au moins Horton D. Haight (1832-1900), un pionnier mormon proche de Daniel Spencer, qui a des responsabilités ecclésiastiques ainsi que politiques dans le comté de Cassia (Idaho).

### Études et missionnaire
Jon Huntsman sort diplômé de l'université de l'Utah et de l'université de Pennsylvanie. Il est ensuite missionnaire mormon à Taïwan pendant deux ans. Il est marié à Mary Kaye Huntsman, connue au lycée ; le couple a sept enfants dont une fille adoptée en Chine et une autre en Inde. De 1993 à 2001, Huntsman occupe une position exécutive dans l'entreprise Huntsman. Il est également président de la Huntsman Cancer Foundation et président-directeur général de la Huntsman Family Holdings Company.

### Engagement politique

#### Débuts dans l'administration américaine
Jon Huntsman est membre de l'administration américaine durant la présidence de Ronald Reagan en tant que conseiller à la Maison-Blanche. Il est nommé ambassadeur des États-Unis à Singapour en 1992 par George H. W. Bush. Il est alors le plus jeune ambassadeur américain depuis plus de 100 ans et sa confirmation au Sénat des États-Unis est unanime.
Sa première accroche avec Mitt Romney date de 1999, lorsque les deux rivalisent pour l'organisation des Jeux olympiques d'hiver de 2002, qui auront lieu à Salt Lake City. Romney remporte la bataille, se faisant ainsi connaître à l'échelle nationale. Huntsman est ensuite nommé secrétaire au commerce pour l'Asie de l'est dans l'administration de George W. Bush, avec encore une fois une confirmation sénatoriale unanime.

#### Gouverneur de l'Utah

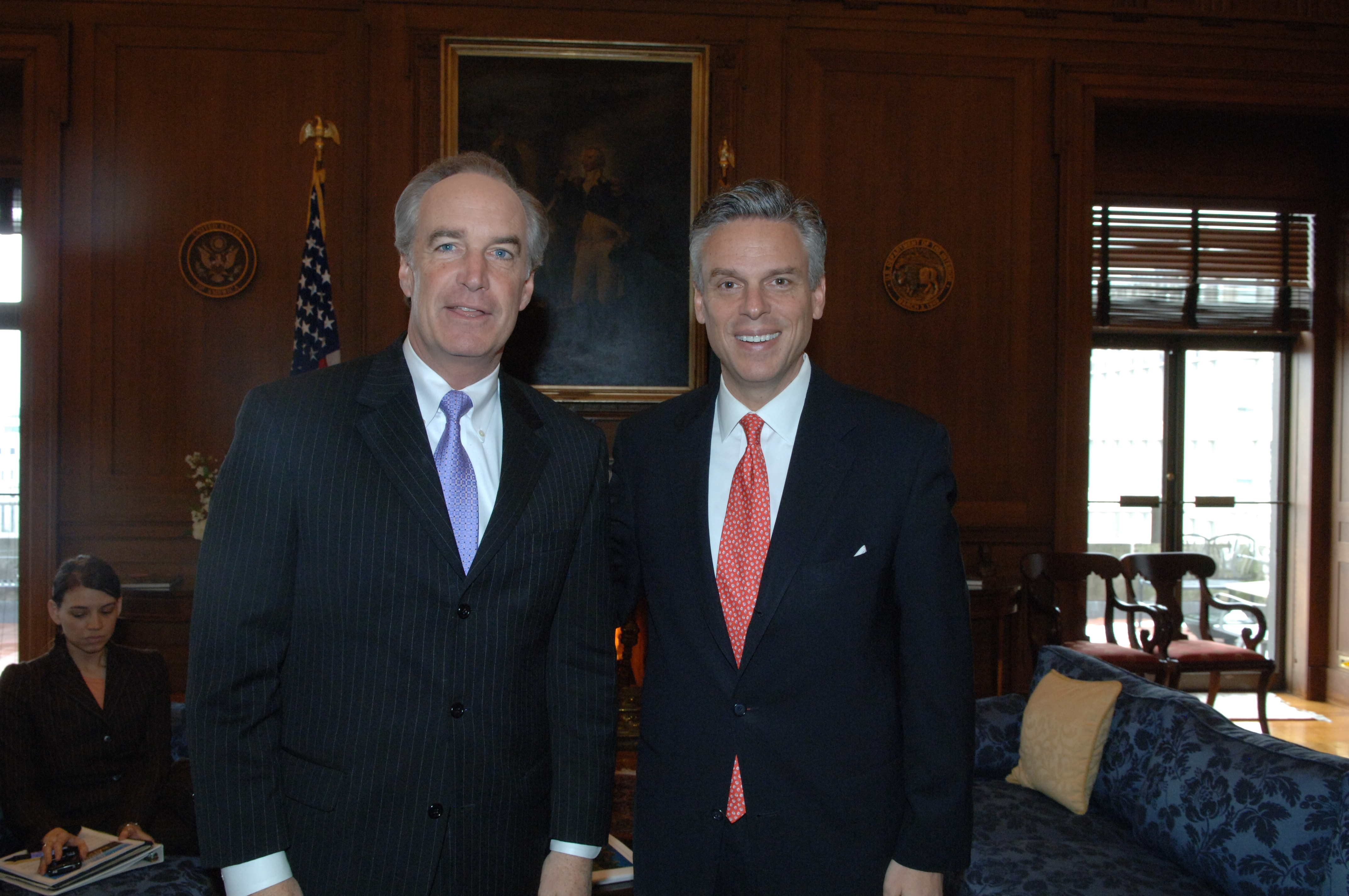
Le gouverneur Jon Huntsman (droite) avec Dirk Kempthorne, secrétaire à l'Intérieur des États-Unis, en 2007.

Lors des élections de 2004, Jon Huntsman se présente au poste de gouverneur de l'Utah pour succéder à Olene S. Walker, qui accède à la fonction à la suite de la démission de Mike Leavitt. Il remporte largement la primaire républicaine puis est élu gouverneur avec 57 % des voix contre le candidat du Parti démocrate, Scott Matheson Jr., au côté de Gary Herbert, qui est élu lieutenant-gouverneur sur le ticket vainqueur. Il est réélu en 2008 avec près de 78 % des suffrages contre le démocrate Bob Springmeyer. Durant son mandat de gouverneur, sa popularité est généralement supérieure à 80 % d'avis favorables.
Refusant d'accorder son soutien à Mitt Romney, il est coprésident du comité de soutien national à John McCain lors de la campagne présidentielle de 2008. Dès 2009, il est considéré comme potentiel candidat pour la nomination républicaine pour la présidentielle de 2012,.

#### Ambassadeur en Chine

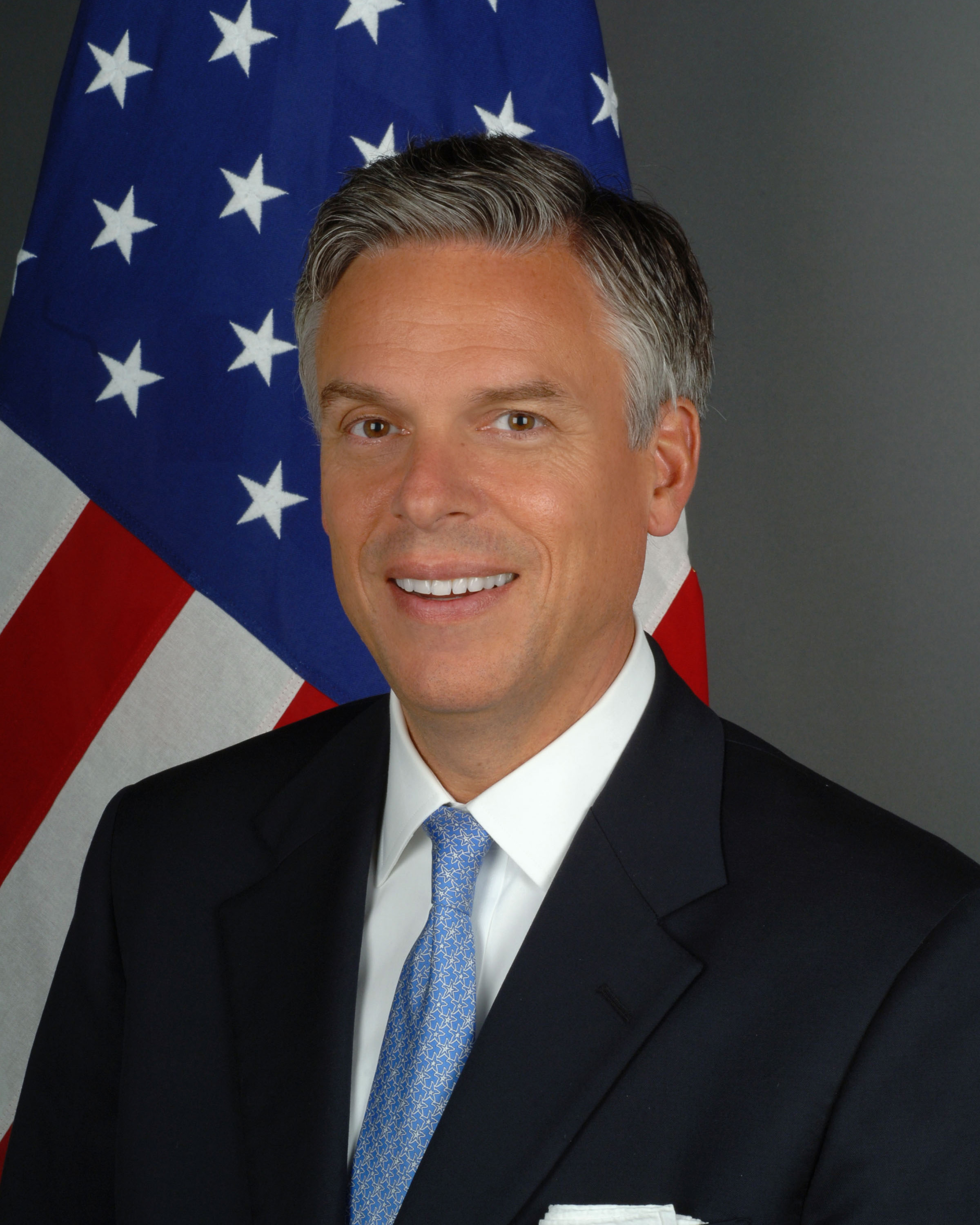
Portrait officiel de Huntsman en tant qu'ambassadeur en Chine.

En 2009, il envoie une lettre manuscrite à Barack Obama, le qualifiant de « remarquable dirigeant ». Celui-ci le nomme ambassadeur des États-Unis en Chine,, un poste auquel il est confirmé unanimement par le Sénat le 11 août 2009. Après sa nomination comme ambassadeur, la probabilité d'une candidature se réduit considérablement.

#### Primaires présidentielles de 2012

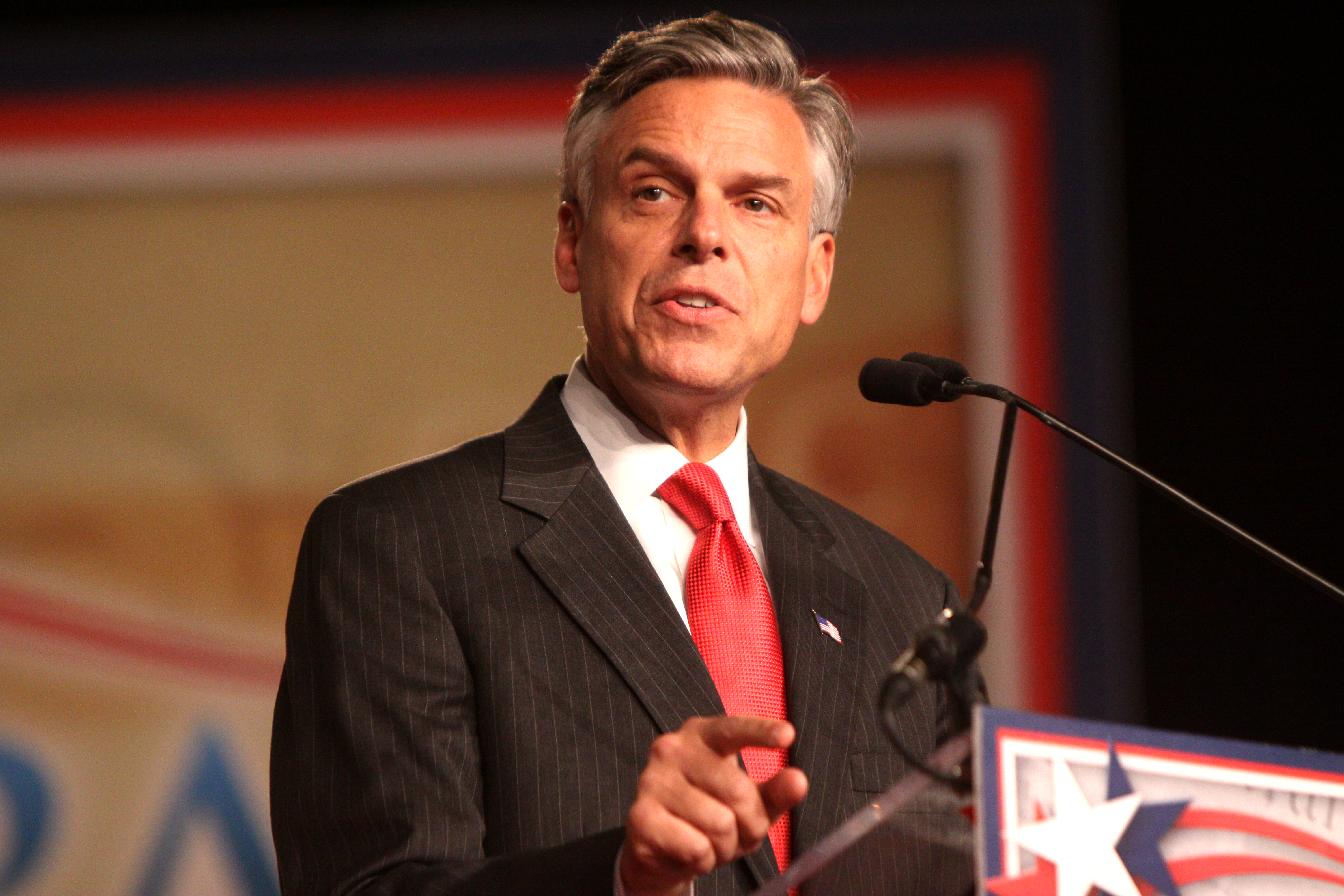
Jon Huntsman en campagne dans l'Iowa en septembre 2011.

Huntsman démissionne toutefois de son poste d'ambassadeur en Chine fin janvier 2011, sa démission effective ayant lieu au printemps. Gary Locke lui succède.
Il officialise sa candidature à la primaire présidentielle le 21 juin 2011. Il met en avant sa position au centre droit de l'échiquier politique, où dit-il se trouve la majorité du peuple américain. Huntsman exprime son soutien à l'union civile entre homosexuels se différenciant des autres candidats républicains, plus conservateurs sur cette question. Il est opposé à l'avortement sauf en cas de viol, d'inceste ou de danger pour la mère. Huntsman se déclare aussi convaincu du réchauffement climatique et de la théorie de l'évolution.
Ses positions « centristes » peuvent constituer un handicap par rapport à l'électorat républicain des primaires. Autres faiblesses, le retard pris dans la construction d'une équipe et le financement de sa campagne,.
The Boston Globe appuie sa candidature à la veille des primaires dans le New Hampshire malgré ses 700 voix dans l'Iowa. Le 16 janvier 2012, il se retire de la course à l'investiture et annonce son soutien à son rival Mitt Romney. En février 2013, il se prononce pour le mariage homosexuel. En 2014, il est nommé président du think tank Atlantic Council.

#### Spécialiste de l'Asie
Huntsman est fondateur et dirigeant du Pacific Council on International Policy. Il est par le passé membre du conseil de la Brookings Institution pour l'Asia Policy, membre de l'Asia Society à New York et du National Bureau of Asian Research. Il parle le chinois mandarin qu'il apprend alors qu'il est missionnaire mormon à Taïwan. Son niveau exact de mandarin est cependant sujet à débat.

#### Ambassadeur en Russie

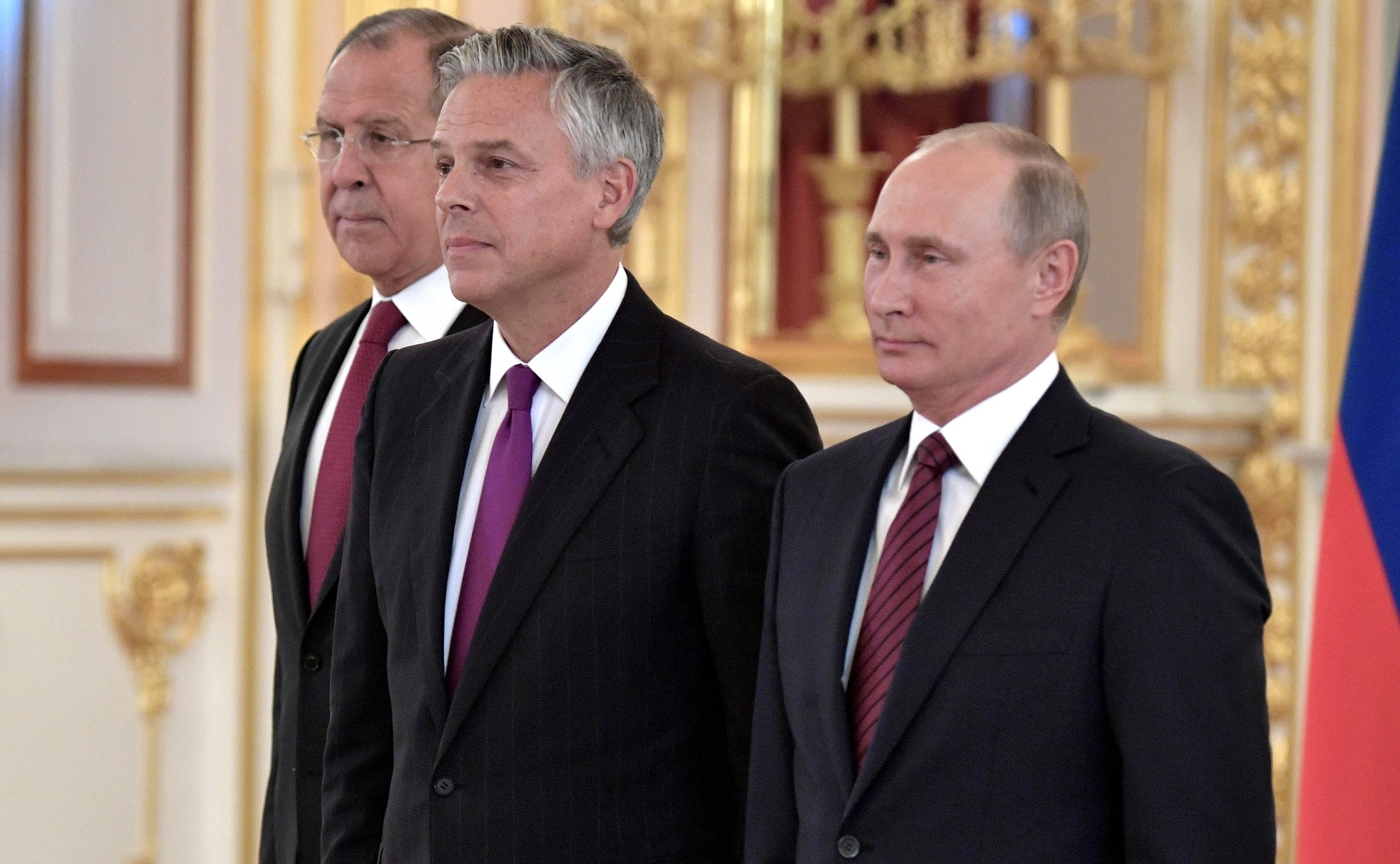
Jon Huntsman aux côtés du ministre russe des Affaires étrangères Sergueï Lavrov et du président Vladimir Poutine, lors de la présentation de ses lettres de créance le 3 octobre 2017.

En avril 2016, lors des primaires présidentielles du Parti républicain, il soutient Donald Trump. Certaines sources rapportent que Huntsman espère devenir secrétaire d'État. En août, il appelle le candidat républicain à se retirer après la publication d'une vidéo jugée insultante envers les femmes. Après la victoire de Donald Trump, il est désigné pour devenir ambassadeur des États-Unis en Russie, fonction qu'il occupe à partir du 3 octobre 2017. Un mois plus tard, son nom apparaît dans les révélations des Paradise Papers.
Il démissionne le 3 octobre 2019 afin de se porter candidat à un nouveau mandat de gouverneur de l'Utah lors des élections de 2020. Il choisit Michelle Kaufusi, maire de Provo, comme colistière pour la fonction de lieutenant-gouverneur. Lors de la primaire républicaine, il est défait par le lieutenant-gouverneur Spencer Cox. Ce dernier est notamment soutenu par le gouverneur sortant — ne se représentant pas — et ancien lieutenant-gouverneur de Huntsman, Gary Herbert. Cox reçoit 36,6 % des voix contre 34,3 % à Huntsman.